# St. Clemens (Trittenheim)

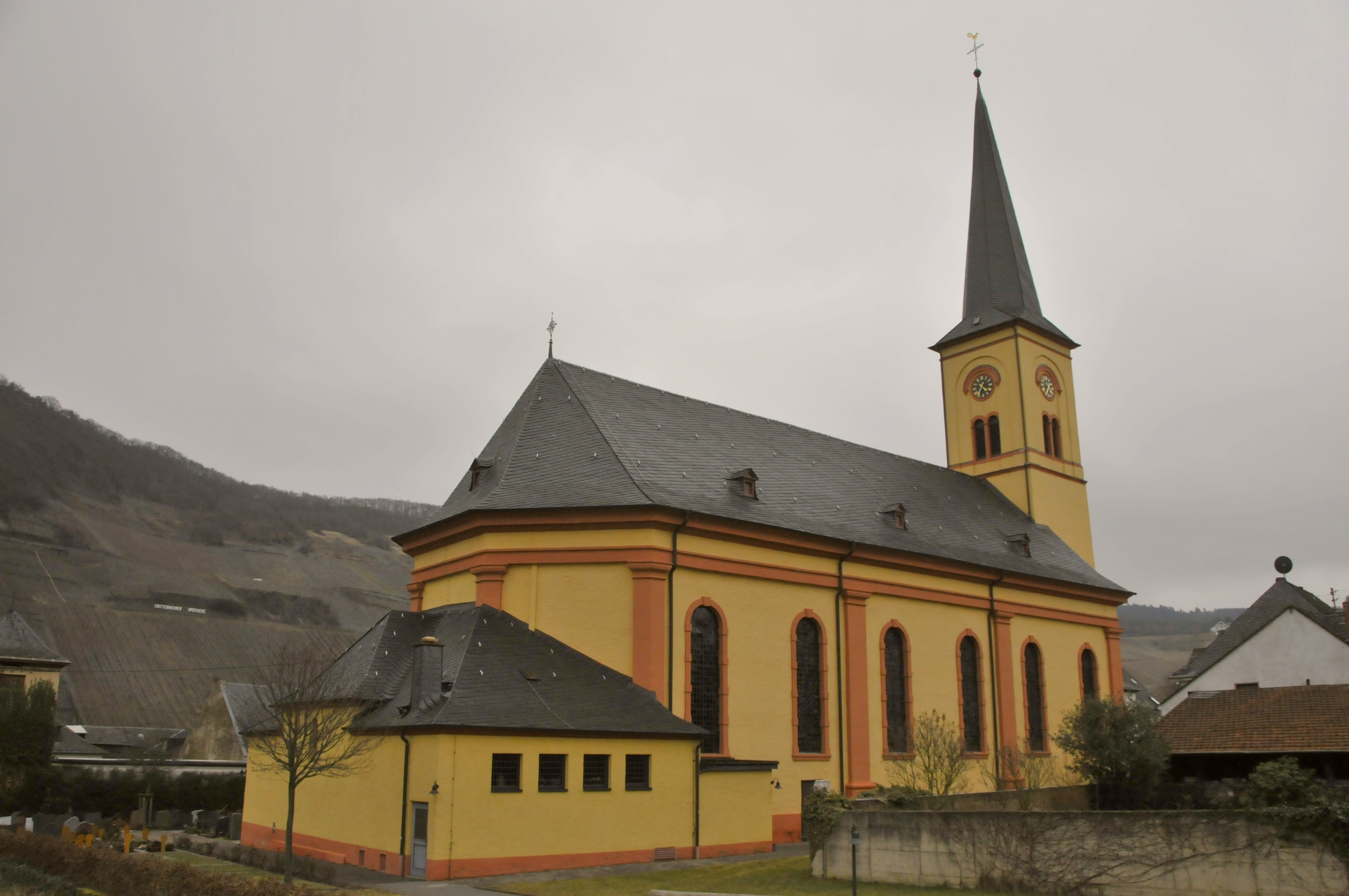
Nordwestseite

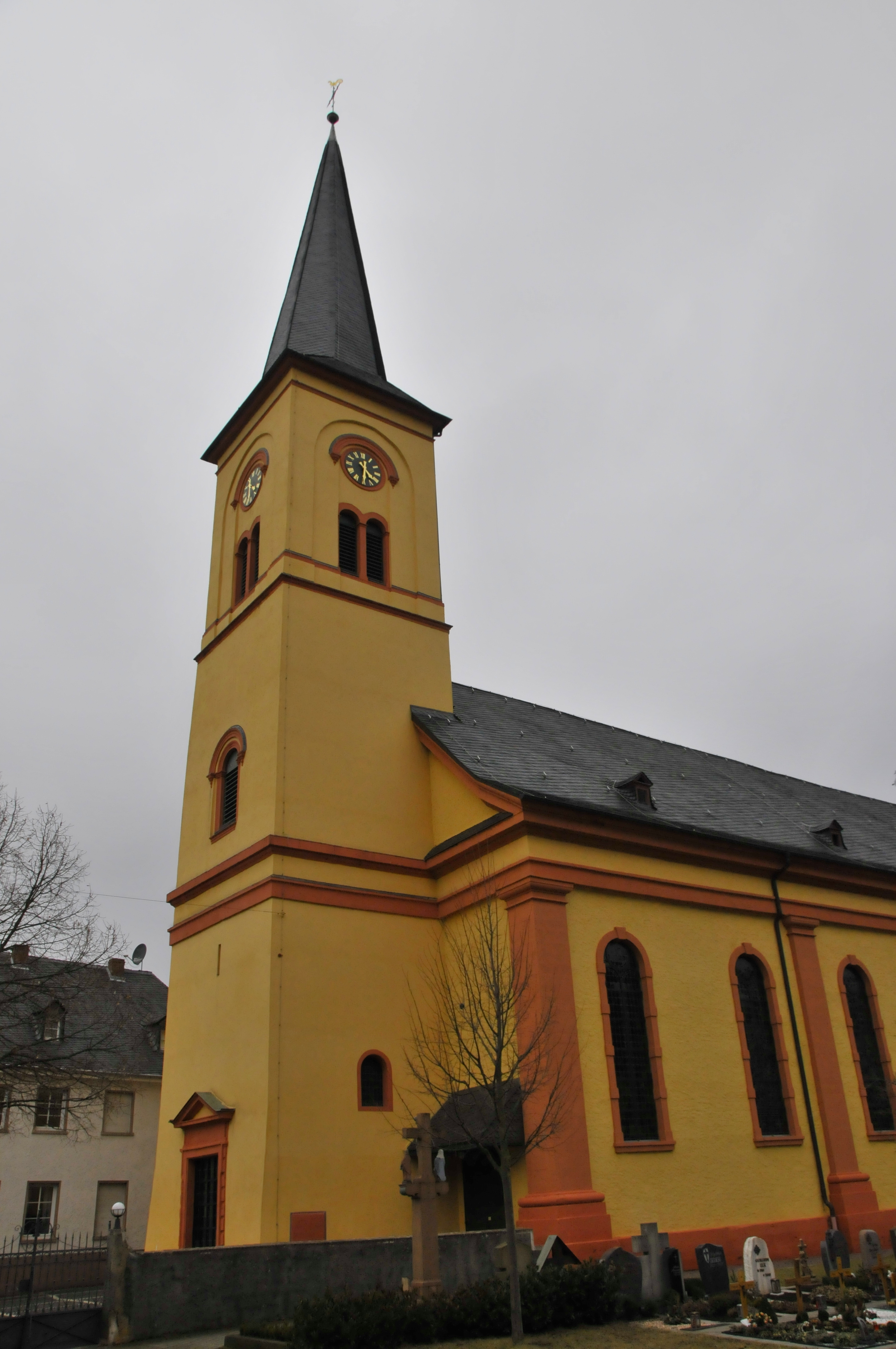
Südostseite

Die Kirche St. Clemens ist die katholische Pfarrkirche von Trittenheim in Rheinland-Pfalz.

## Geschichte

### Die Vorgängerkirchen
Ein Visitationsprotokoll von 1569 weist eine Kirche in Trittenheim auf. In Akten des Trierer Weihbischofs Lothar Friedrich von Nalbach wird von einer Kircheinweihung (Konsekration) am 2. Oktober 1736 berichtet. Über eine Vorgängerkirche von 1722 gibt es offensichtlich keine ausführlichen Beschreibungen und auch keinen Grundriss. Man weiß auch nicht, ob sie mit der Kirche von 1569 identisch ist. Fundamentreste im Friedhof östlich des Kirchturms lassen allerdings darauf schließen, dass es einen Vorgängerbau der heutigen Kirche gegeben hat, der in Ost-West-Richtung errichtet war. Das damalige Kirchenschiff ging dann wohl bis zur heutigen östlichen Friedhofsmauer, und der Turm war zu damaliger Zeit der Westabschluss der Kirche. Der untere Teil des Turms ist ebenfalls wesentlich älter als der Rest des Turms.
Das Kollationsrecht für die Pfarrei lag bei der Abtei St. Matthias zu Trier und ihrem Abt Wilhelm Henn (1659–1727). Von 1704 bis 1750 verrichtete das Pfarramt in Trittenheim Philipp Jacob Zwang.

### Neubau von 1790 bis 1793
Schon 1773, nur rund 50 Jahre nach Errichtung des Neubaus von 1722, wurden in einem Visitationsprotokoll erhebliche Mängel der Kirche ausgewiesen: Der Zustand von Kirchenschiff, Chor, Turm, Fußboden und Bänken soll am Ende (in debita structura) gewesen sein. Vermutlich waren die Schäden auf mangelhafte Ausführung zurückzuführen. In derselben Quellengruppe der Visitationsprotokolle wurden die traditionsgemäß zur Pflege der Kirche Verpflichteten aufgeführt: Für die Kirchenbänke, den Fußboden, den Turm und das Dach war (nach einem Visitationsprotokoll von 1609) die Kirchgemeinde, für Kirchenschiff und Chor (ad navem et chorum) war demnach die Abtei St. Matthias mindestens seit 1147 zuständig. In einer Urkunde aus jenem Jahr von Papst Eugen III. († 1153) wurden der Abtei ein Gehöft in Trittenheim und die Kirche nebst den zugehörigen Zehntrechten zugesprochen. Somit durften die Äbte auch den örtlichen Pfarrer berufen, hatten aber auch die Verpflichtung, für die Kirche und die Pfarrer zu sorgen. Ein zweites Grundrecht neben der Abtei St. Matthias hatte der Trierer Kurfürst und Erzbischof, zur Zeit des Kirchenneubaus von 1790 Johann Philipp von Walderdorff (1701–1768). Zu Gunsten der baulichen Erhaltung des Chors hat dieser Kurfürst dem damaligen Pfarrer Anton Joseph Michael Werner (1720–1772), der seit 1765 Pfarrer in Trittenheim war, am 10. Februar 1762 ein Drittel des ihm zustehenden Zehnten zugewiesen. Nach dem Tod von Werner 1772 übernahm dessen Amt Johann J. Braun. Im Jahre 1786 schließlich wurde ein Neubau beschlossen, bei dem wesentliche Teile des Turms weiter verwendet werden sollten.
1790 erfolgte die Grundsteinlegung durch den Prior der Benediktinerabtei, Pater Quintinus Werner (1722-~1800), der auch in Trittenheim geboren war. Er war der jüngere Bruder des vorbenannten Pfarrers A. J. M. Werner und wurde als Jacobus Werner geboren. In den von ihm feierlich gelegten Grundstein schloss man eine Urkunde mit folgendem Chronogramm für das Jahr 1790: Deo Vero pater prIor qVIntInVs VVerner trItheMIVs hVnC LoCabat (Dem wahren Gott legte hier den Grund [zu einer Kirche] Pater Prior Quintinus Werner [aus] Trittenheim). Nach dreijähriger Bauzeit wurde die Kirche eingeweiht und im folgenden Jahr konsekriert. Die alte Kirche wurde im Zuge des Neubaus abgetragen. Von ihr zeugen nur noch Bruchsteinreste des Fundaments östlich des Kirchturms.
Anfang der 1960er Jahre, zeitgleich mit dem Zweiten Vatikanischen Konzil, erfolgte eine umfängliche Restaurierung des Gebäudes.

## Architektur
Die neue Kirche, aus anderweitigem Platzmangel in Nord-Süd-Richtung errichtet, ist eine Hallenkirche. Die Außengestaltung des Schiffs ist geprägt von jeweils vier Pilastern aus Sandstein, die die sechs Fenster jeder Seite zu jeweils drei Paaren gruppieren. An der Nordseite ist ein halbkreisförmiger Chor angebaut, dessen Außenseite ebenfalls mit Pilastern untergliedert ist und ihm das Aussehen eines halben hexagonalen Raums verleiht. Pilaster an den Ecken prägen auch das Aussehen der Südseite des Schiffs, an der der Turm steht. Alle Pilaster ruhen auf einem Piedestal in den Maßen 180 cm Breite und 60 cm Tiefe, auf denen eine zweifach abgestufte Plinthe sowie eine wulstförmige Schaftbasis ruht. Der Pilasterschaft mündet in ein einfaches vorkragendes Kapitell. Das Kranzgesims, das sich nach oben anschließt, läuft um den Turm und das Kirchenschiff. Der hierauf liegende Fries ist schmucklos und trägt ein Traufgesims, das ebenfalls Turm und Schiff umläuft.
Das schiefergedeckte Satteldach ist im unteren Bereich etwas flacher und am nördlichen Ende über dem Chor als dreiflächiges Walmdach ausgebildet. Im unteren Dachbereich sind über den Längsseiten des Schiffs jeweils drei Giebelgauben eingelassen. Eine Gaube sitzt über dem Chor. Das nördliche Ende des Dachfirsts ziert ein Monstranz-ähnlich ausgearbeitetes Kreuz. Das ebenfalls schiefergedeckte Turmdach hat einen quadratischen Sockel, der in eine achteckige, spitz nach oben verlaufende Dachform übergeht. Die Spitze trägt die Turmkugel, darauf ein seinem Pendant auf dem Kirchenschiff ähnelndes Kreuz sowie ein goldener Hahn als Wetterfahne. Die Südseite des Kirchenschiffs ist an den mittig stehenden Turm angebaut. Zu beiden Seiten des Turms sind zwei Portale, die im Zuge der letzten Renovierung 1963/64 gebrochen wurden. Vorher betrat man die Kirche durch das noch vorhandene Turmportal. Es ist heute vergittert und enthält eine Darstellung der Unbefleckten Empfängnis. Hier war früher eine Wendeltreppe zu einem nicht mehr vorhandenen Geschossboden. Das Glockengeläut konnte von hier aus in Gang gesetzt werden. Ein kleines, einfaches Rundbogenfenster in dieser Höhe blickt nach Osten, ein größeres, aufwändiger gestaltetes Rundbogenfenster ist in der Südseite des Turms eingebaut. Das dritte Turmgeschoss wurde 1842 aufgesetzt. Es enthält das Geläut und das Uhrwerk. Der Glockenklang erreicht die Kirchgemeinde in alle Himmelsrichtungen durch vier gekuppelte Rundbogenzwillingsfenster. Über den Fenstern sind die Zifferblätter der Turmuhr, die etwa den Durchmesser der Fensterbreite haben und über denen ein halbkreisförmiger Überfangbogen angebracht ist.

## Fenster des Kirchenschiffs
Die heutigen Fenster wurden 1922 eingesetzt und zieren die Texte der acht Seligpreisungen des Matthäusevangeliums (Mt 5, 3–12), hiervon jeweils nur den ersten Satzteil, sowie dazu Illustrationen von Bibelszenen, die zu den Texten in einer bestimmten Beziehung gesehen werden. Die kunstvolle Fensterverglasung stammt von der Firma Binsfeld-Dornoff, Werkstätten für Glasgestaltung in Trier.

Kirchenfenster
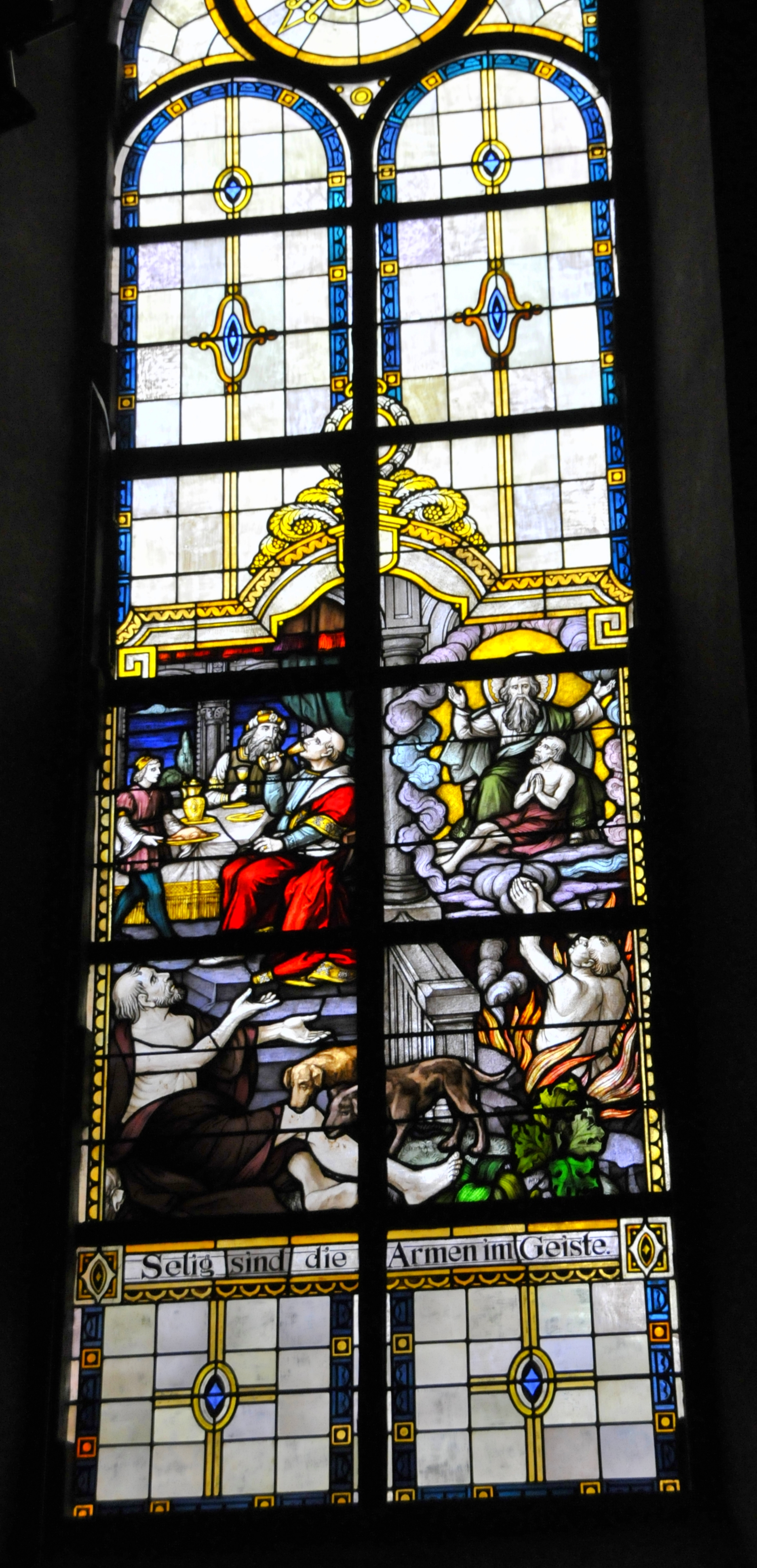
Text: Selig sind die Armen im Geiste Bild: Der arme Lazarus
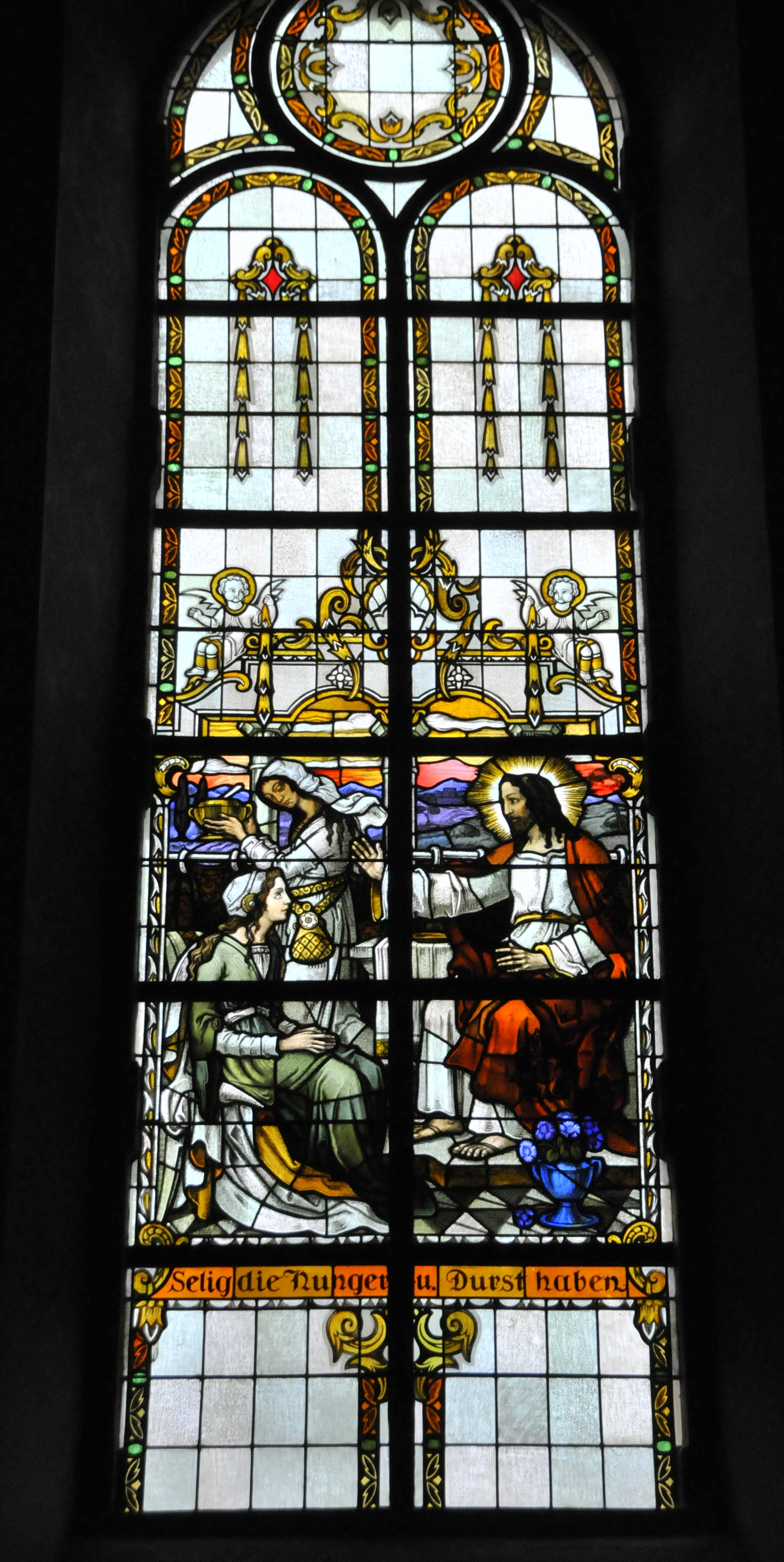
Text: Selig sind, die Hunger und Durst haben Bild: Jesus bei Maria und Martha
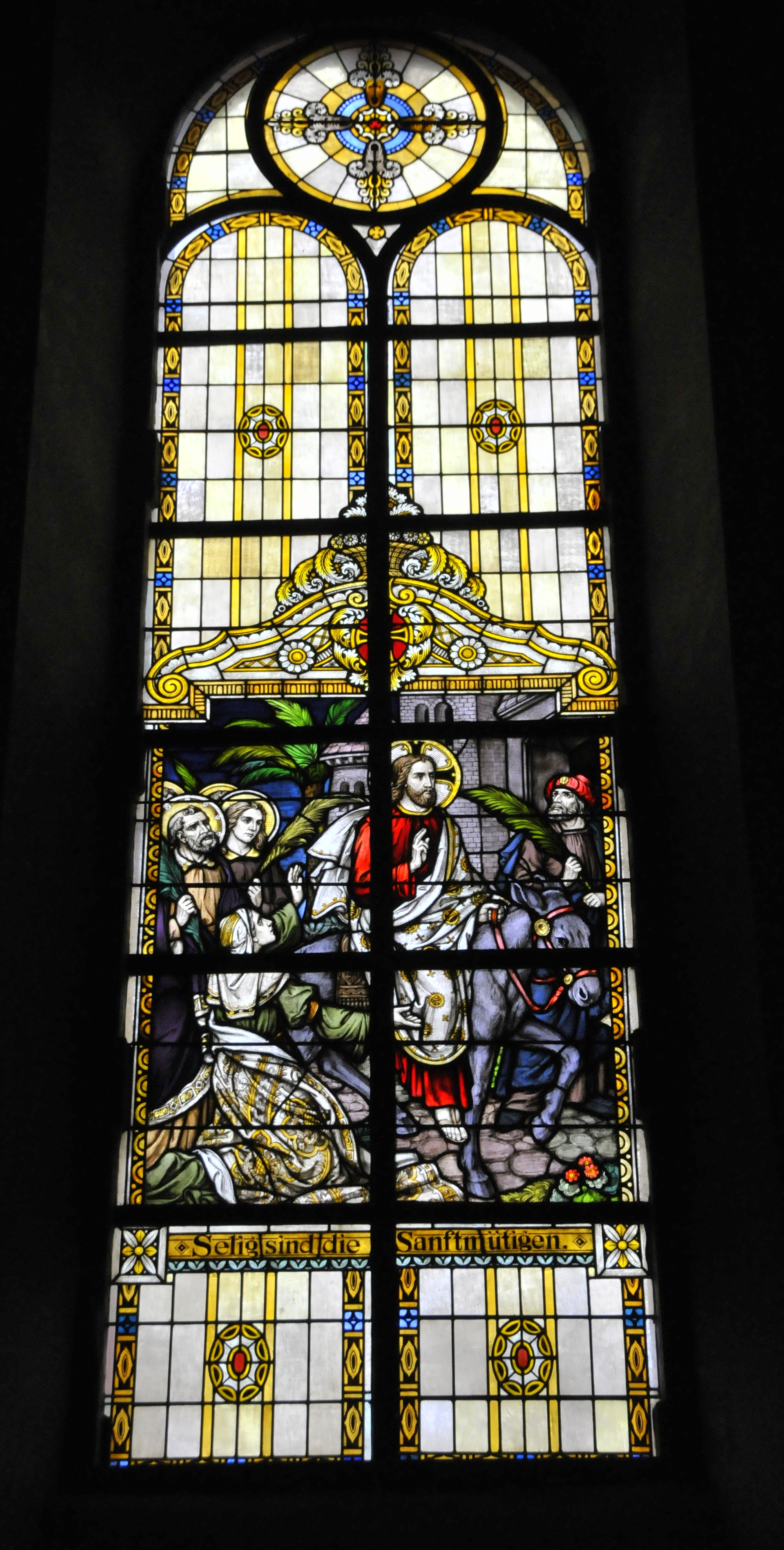
Text: Selig sind die Sanftmütigen Bild: Einzug in Jerusalem
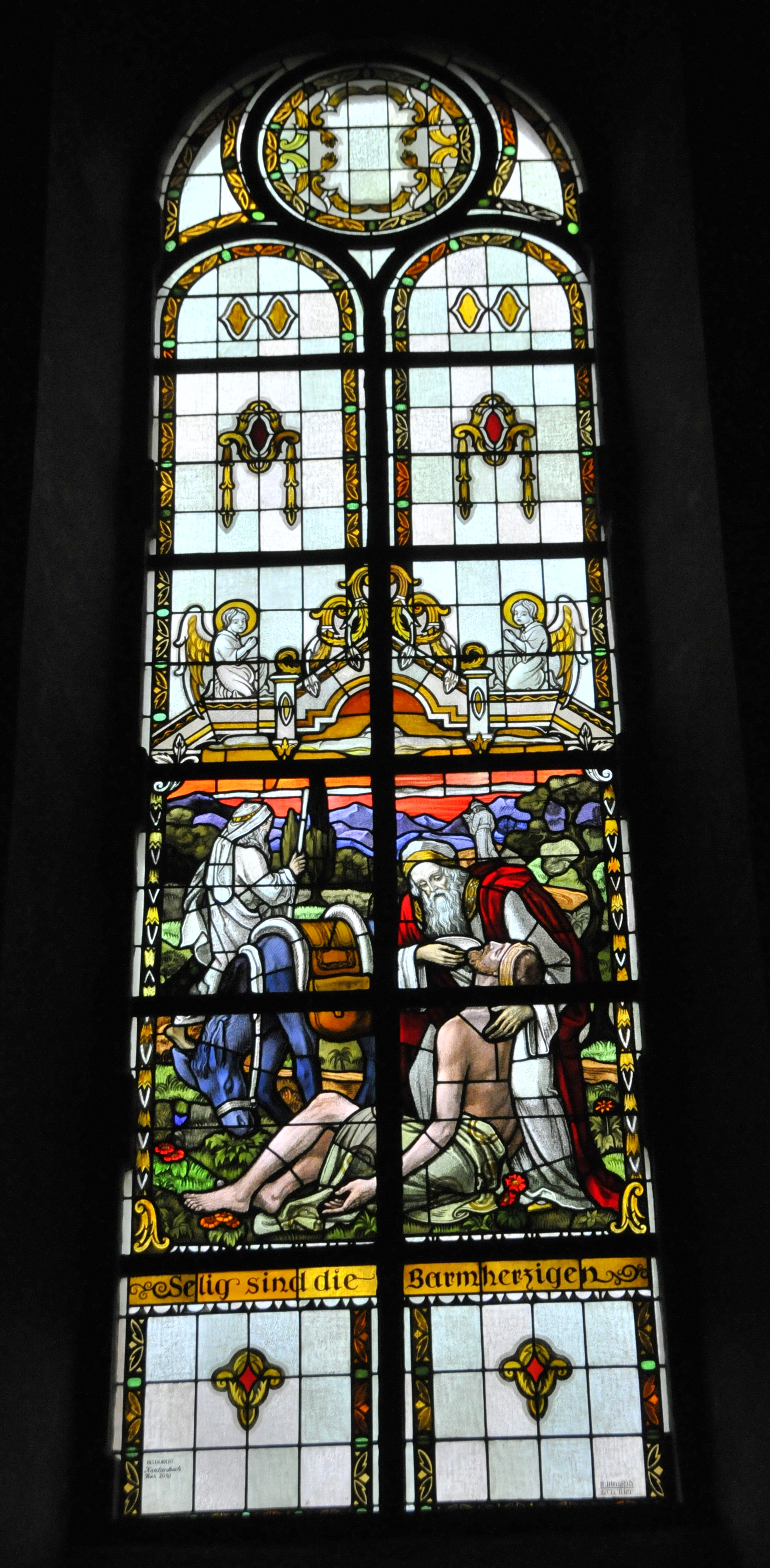
Text: Selig sind die Barmherzigen Bild: Barmherziger Samariter
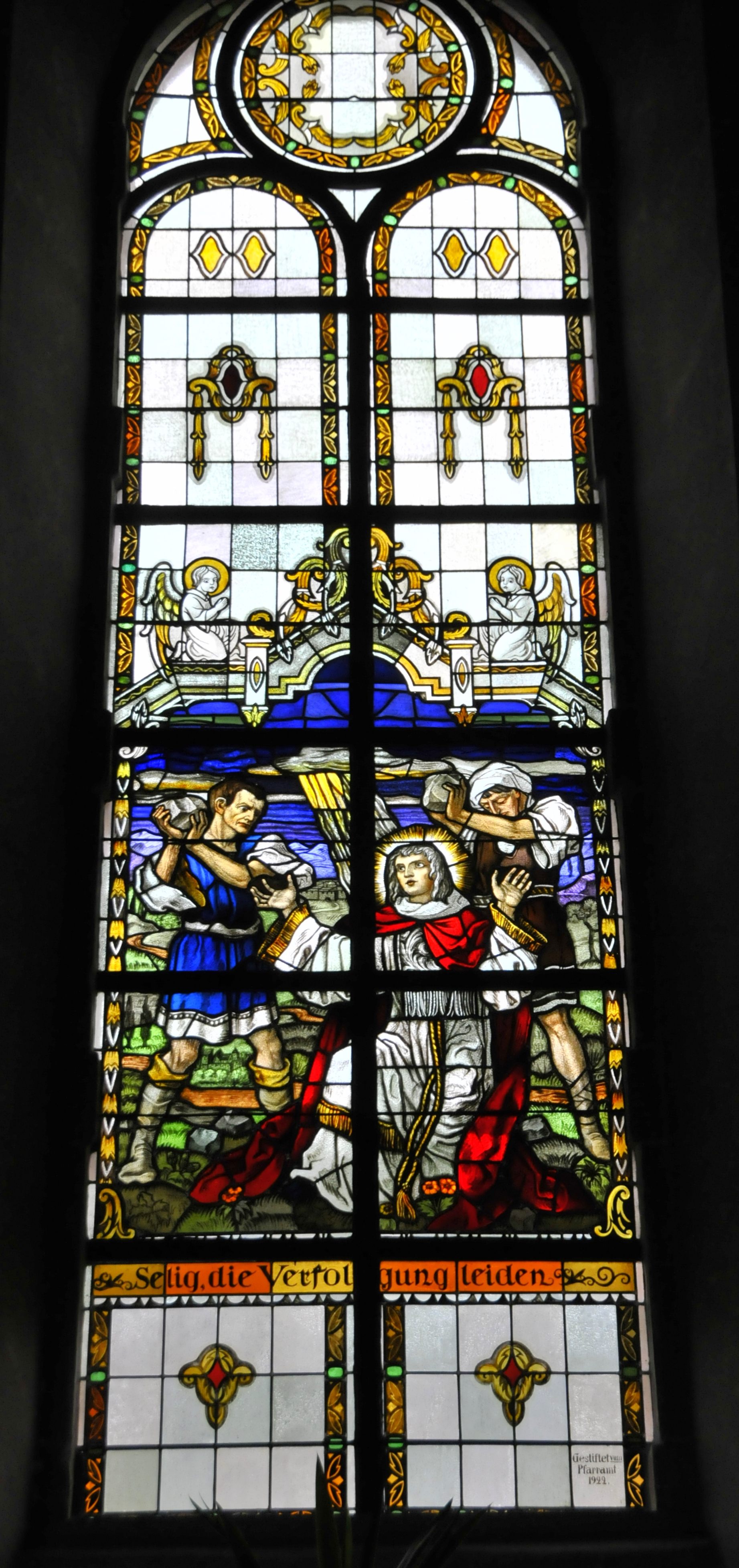
Text: Selig sind, die Verfolgung leiden Bild: Steinigung von Stephanus
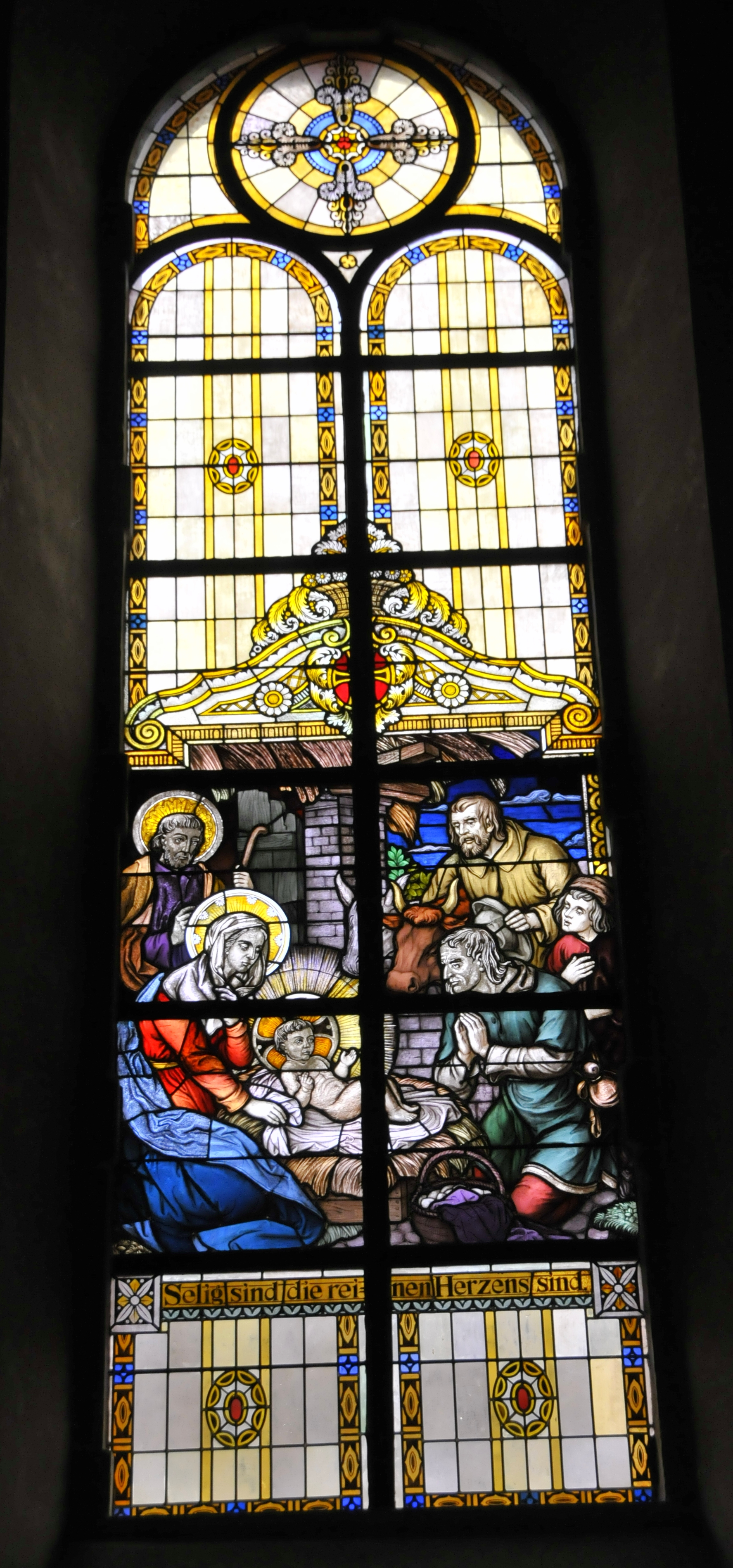
Text: Selig sind die reinen Herzens sind Bild: Anbetung der Hirten
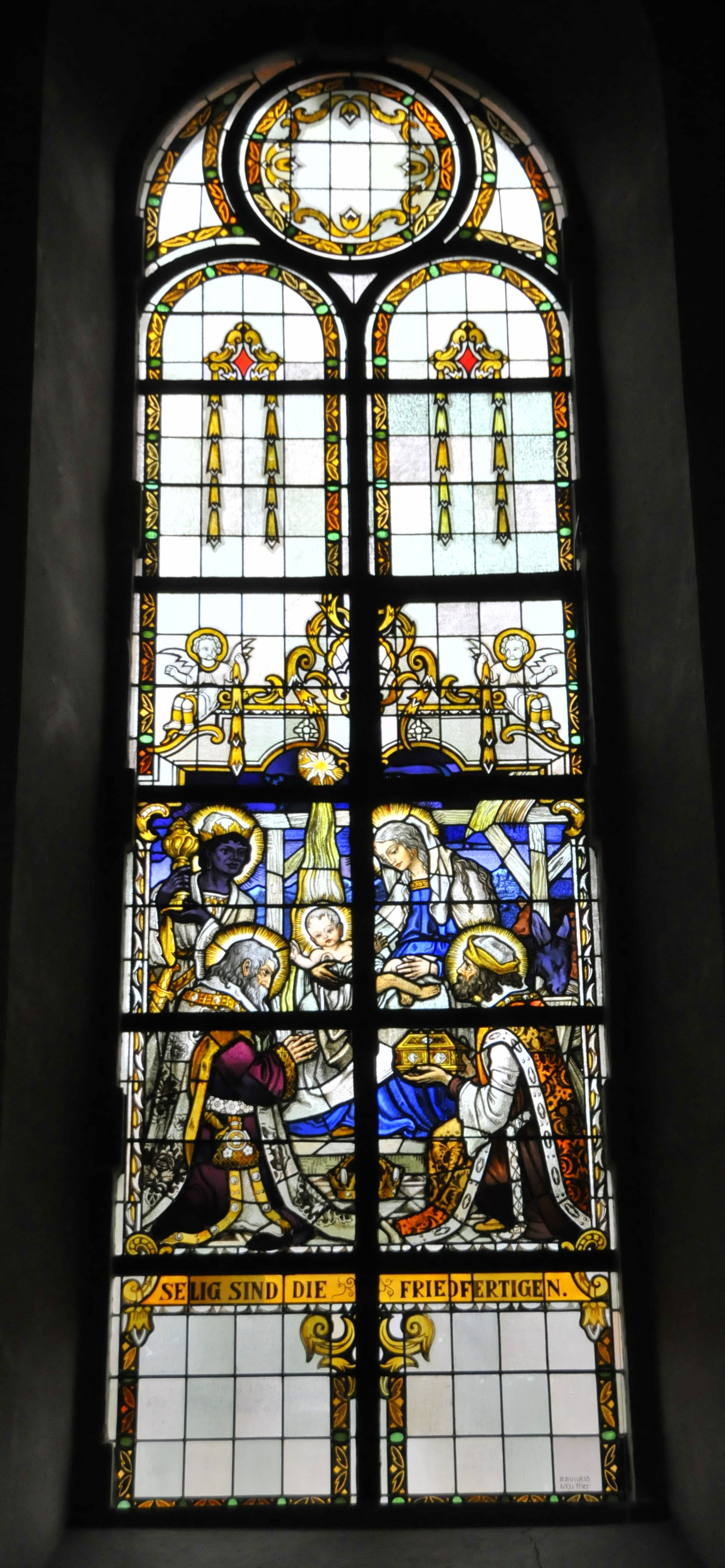
Text: Selig sind die Friedfertigen Bild: Anbetung der Könige
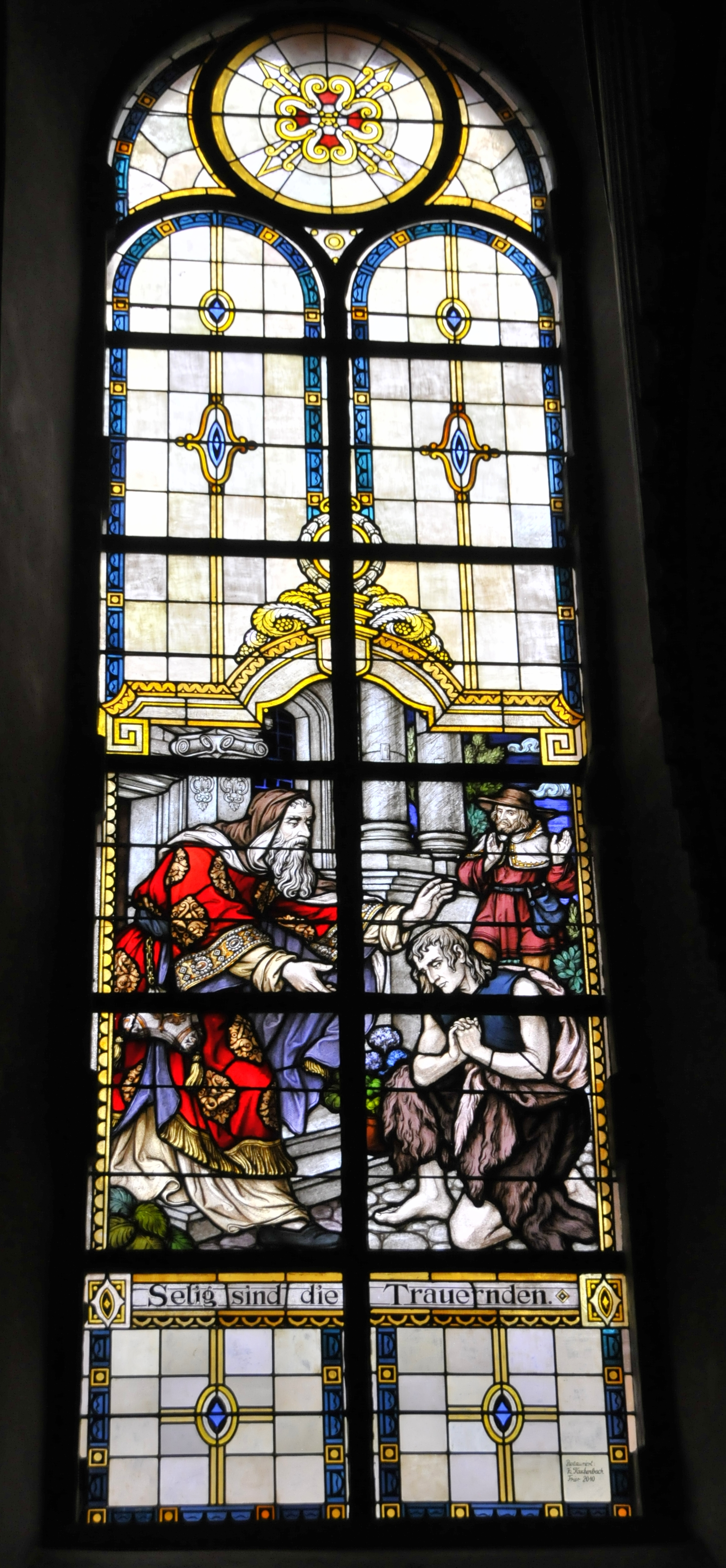
Text: Selig sind die Trauernden Bild: Verlorener Sohn

## Ausstattung

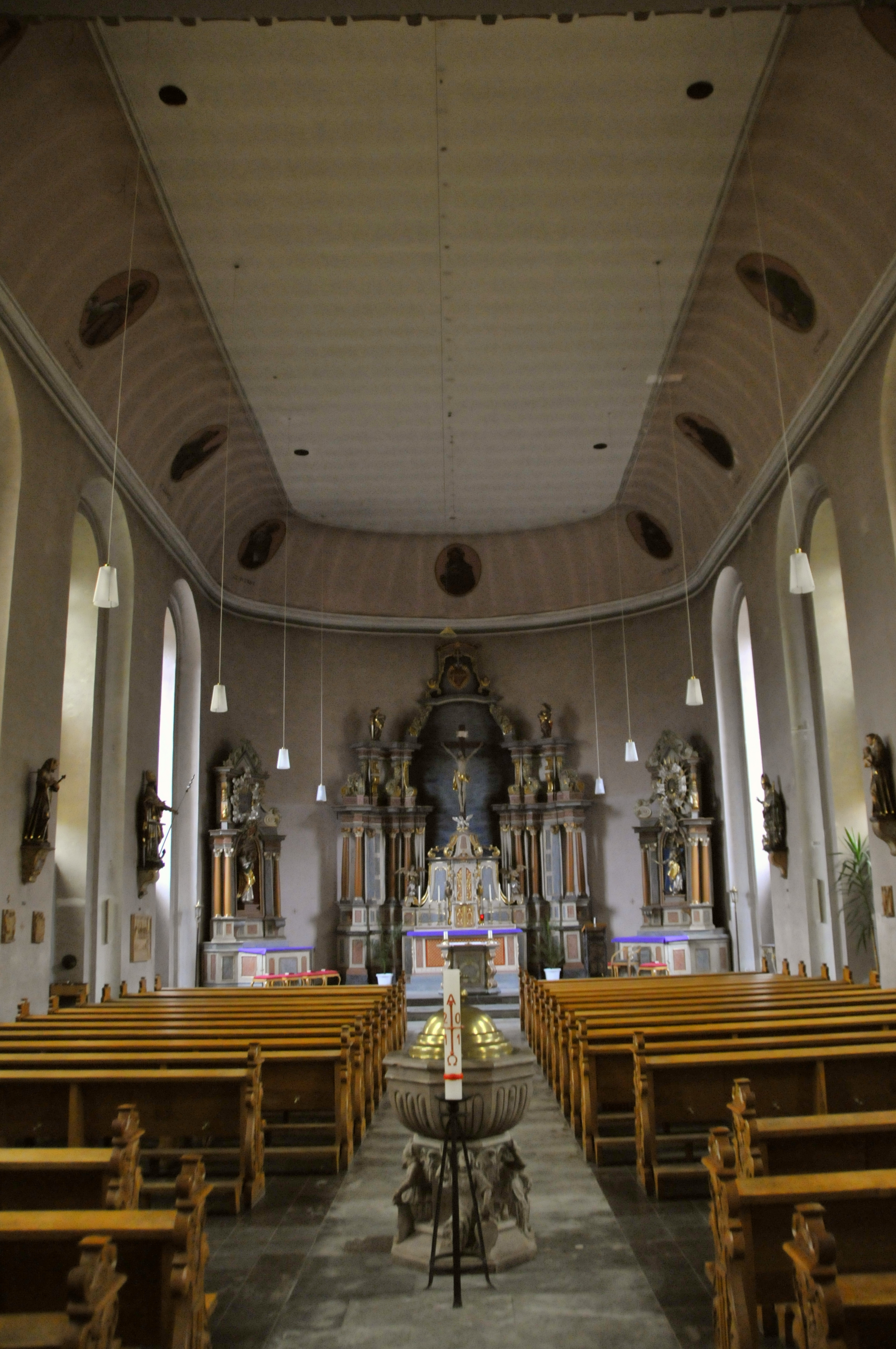
Innenansicht, im Vordergrund das Taufbecken von 1626

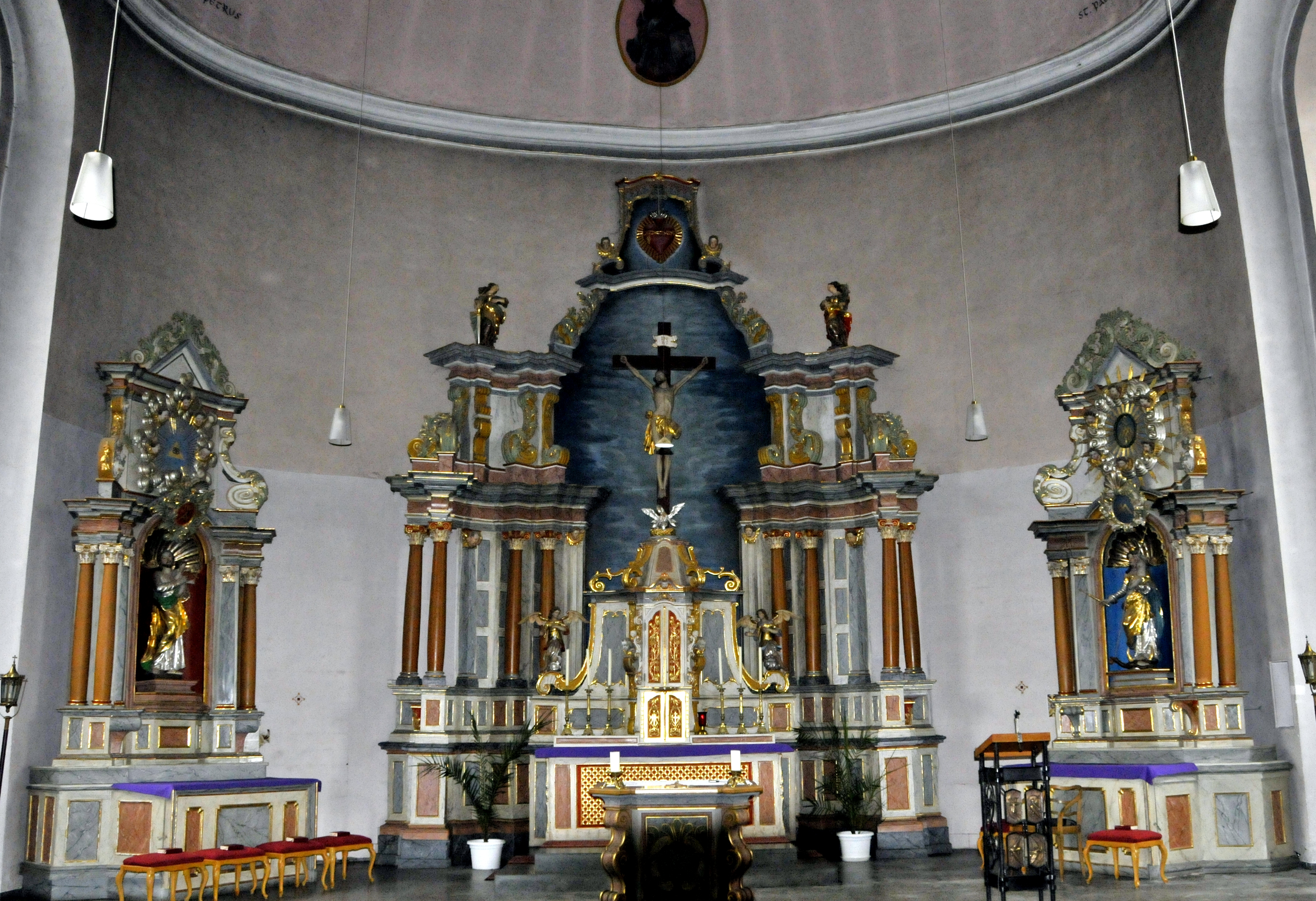
Altarraum

Der Chor birgt den Hochaltar, flankiert von zwei Seitenaltären. Alle Altäre sind aus Holz, tragen jedoch eine Bemalung, die sie wie aus Marmor erscheinen lässt. Zwischen den Fenstern und auf dem Orgelprospekt stehen auf Konsolen spätbarocke Holzstatuen, die der Werkstatt von Johannes Neudecker d. J. aus Hadamar zugeschrieben werden. Der Altar enthält mittig einen Tabernakelbau mit zwei Schränken: einen kleinen, unteren, der zur Aufnahme der in der Heiligen Messe gewandelten Hostien dient, die nach katholischem Glauben Leib Christi sind. Der größere, darüber angebrachte Schrank enthält die Monstranz. Der Tabernakelbau ist zentriert in das Retabel eingebaut. Das Vorhandensein der Hostien wird durch ein Ewiges Licht angezeigt. Die Schranktüren beider Schränke sind reich verziert. Über dem Altar erhebt sich eine überlebensgroße Christusfigur am Kreuz. Flankiert wird der Tabernakel von zwei auf Voluten schwebenden beflügelten Engeln. Die Seitenteile des Altars sind geprägt von Pfeilerelementen mit aufgesetzten Säulenpaaren. Hierauf ruht ein Gesims, das ein Schweifwerk aus Voluten trägt. Zuoberst stehen Statuen der Märtyrerinnen Katharina von Alexandrien und Lucia von Syrakus.
Die beiden Seitenaltäre, die in ihrer Gestaltung dem Hochaltar nachempfunden sind, sind der Mutter Jesu (östliche Seite) und dem hl. Joseph (westliche Seite) gewidmet. Der älteste Einrichtungsgegenstand der Kirche ist der sandsteinerne Taufstein von 1626 im Mittelgang, dessen Taufbecken von einer goldfarbenen Kuppel abgedeckt ist.

## Orgel
Die seitenspielige Orgel aus dem Jahre 1840 mit 24 Registern zwei Manualen und Pedal stammt aus der Werkstatt der Orgelbauerfamilie Stumm in Rhaunen. Nach mehreren Umbauten, der Versetzung von der Emporenbrüstung an die Rückwand der Kirche und dem Verlust der Prospektpfeifen durch Zwangsabgabe für die Kriegswirtschaft im Ersten Weltkrieg wurde die Orgel zunehmend vernachlässigt. 1964 wurden die Orgel stillgelegt und eingelagert und das Gehäuse für eine Digitalorgel genutzt. Nach der Bereitstellung von 195.000 Euro aus Bundesmitteln im Jahre 2019 führte Orgelbau Rainer Müller, Merxheim 2020–2022 eine Restaurierung und Rekonstruktion der Stumm-Orgel durch. Die Disposition:
| I Unterpositiv C–g3 |          |
| Gedaeckt            | 8′ (B/D) |
| Flaut traver D      | 8′ (D)   |
| Principal           | 4′       |
| Flaut               | 4′       |
| Octav               | 2′       |
| Salicional          | 2′       |
| Flageolett          | 1′       |
| Krumhorn            | 8′       |

| II Hauptwerk C–g3 |          |
| Bourdon           | 16′      |
| Principal         | 8′       |
| Gedaeckt          | 8′       |
| Viola di Gamba    | 8′       |
| Octave            | 4′       |
| Flaut             | 4′       |
| Salicional        | 4′       |
| Quint             | 3′       |
| Superoctav        | 2′       |
| Tertz             | 1 3⁄5′   |
| Mixtur IV         | 1′       |
| Trompete          | 8′ (B/D) |

| Pedal C–g0 |     |
| Violonbass | 16′ |
| Subbass    | 16′ |
| Octavbass  | 8′  |
| Posaunbass | 16′ |

- Koppeln: I/II, II/P

## Glocken
Aus dem Turm lassen drei Glocken ihren Klang hören. Ein Visitationsprotokoll von 1832 führt zwei Glocken aus den Jahren 1482 und eine, die kleinste, aus dem Jahr 1085 auf, wobei das letztere Datum möglicherweise ein Missverständnis oder ein Schreibfehler sein könnte. 1841 wurden von Glockengießern aus Trier, den Gebrüdern Johannes Benedikt und Nicolaus Gaulard, drei neue Glocken gegossen, wobei die alten Glocken als Material verwendet wurden. Die Herstellung der Glocken wie auch der damaligen Orgel wurde zum größten Teil durch den in Trittenheim geborenen Trierer Domkapitular Engelbert Schue finanziert. Am 25. Oktober wurden die Glocken eingeweiht. Die schwerste Glocke hatte ein Gewicht von 800 kg und war der Jungfrau Maria gewidmet, die zweite Glocke mit einem Gewicht von 600 kg war St. Clemens gewidmet, und die dritte (430 kg) dem „Rebenpatron“ Laurentius, dessen Name heute noch eine Kapelle oberhalb des Orts in den Weinbergen trägt. Die beiden kleineren Glocken mussten im Ersten Weltkrieg abgeliefert werden. Bereits 1920 hatte die Gemeinde jedoch wieder die finanziellen Mittel für ihren Ersatz aufgebracht. Auch im Zweiten Weltkrieg „überlebte“ nur die große Glocke von 1841, zwei neue Glocken konnte sich die Gemeinde erst 1948 leisten.

## Friedhof

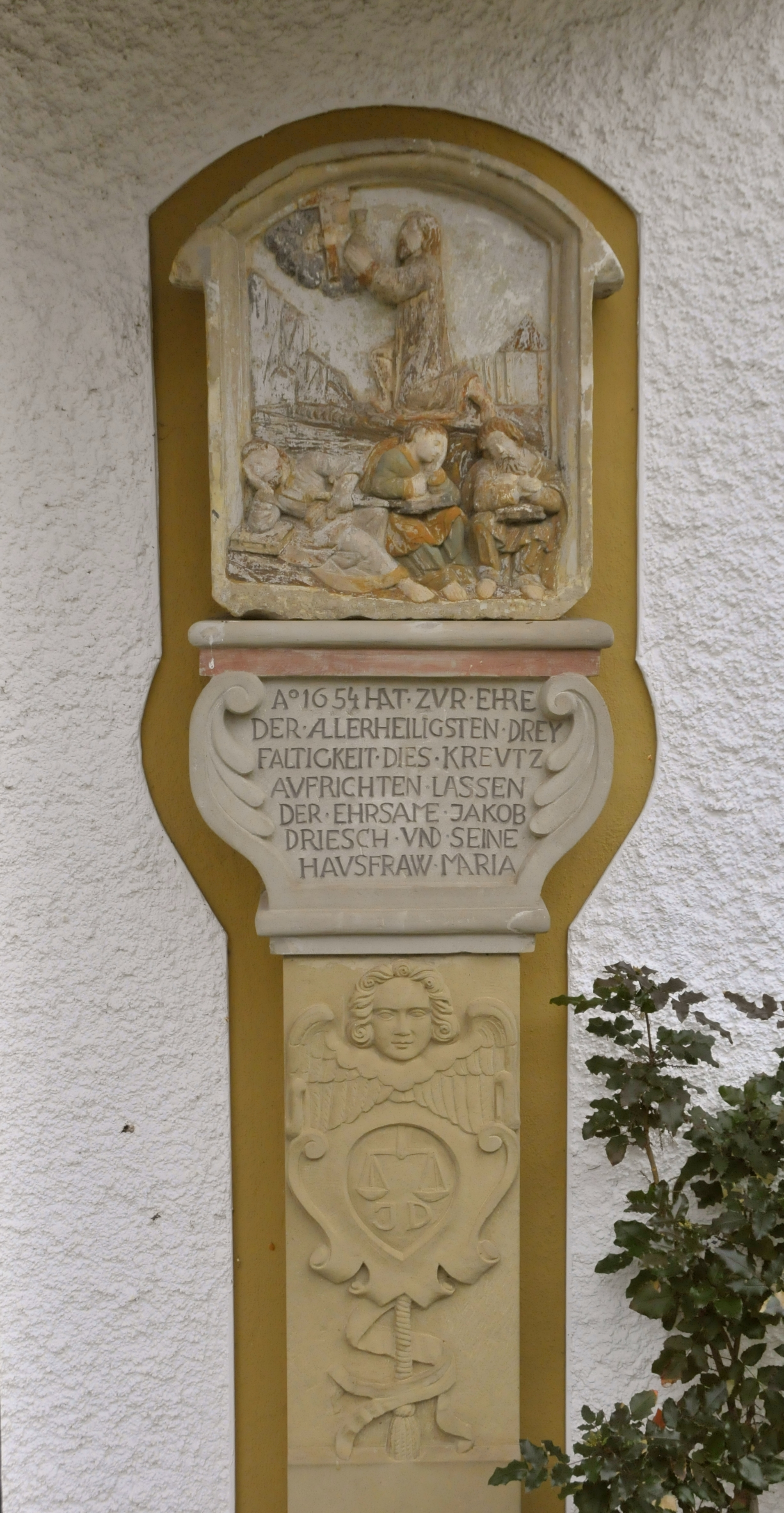
Pestkreuz an der Friedhofskapelle

Die Kirche ist immer noch von einem großen Friedhof umgeben. An seiner Südostecke steht eine kleine Friedhofskapelle, an deren Außenwand ein Pestkreuz steht mit folgender Inschrift:
A° 1654 HAT ZVR EHRE DER ALLERHEILIGSTEN DREYFALTIGKEIT DIES KREVTZ AVFRICHTEN LASSEN DER EHRSAME JAKOB DRIESCH VND SEINE HAVSFRAW MARIA.